# سيلفيو دي آبرو
سيلفيو دي آبرو (بالبرتغالية: Silvio de Abreu‏) (و. 1942  م) هو ممثل، ومخرج أفلام، وكاتب سيناريو برازيلي، ولد في ساو باولو.

## وصلات خارجية
- سيلفيو دي آبرو على موقع IMDb (الإنجليزية)
- سيلفيو دي آبرو على موقع قاعدة بيانات الفيلم (الإنجليزية)

- سيلفيو دي آبرو في قاعدة بيانات الأفلام على الإنترنت